# Macultepec
Macultepec es una localidad perteneciente al Municipio de Centro, Tabasco. Se ubica a las afueras de la ciudad de Villahermosa y colinda con Villa Ocuiltzapotlán. Macultepec cuenta con una población actual de 11.848 habitantes, lo cual indica su crecimiento casi al doble de su censo anterior en 2010. Su nombre proviene del náhuatl macuiltepeque, que significa "lugar sobre cinco lomas". 
Es una de las 7 villas del municipio de Centro.

## Historia
El asentamiento humano en lo que hoy es Macultepec debe remontarse al siglo XVIII, cuando las tierras en donde se asienta la villa y otras que hoy ya no le pertenecen fueron ocupadas en el año de 1744 por el español Ignacio Isidro de Ávalos, alférez al servicio de la compañía de Pardos del Partido de la Chontalpa. Pero las tierras fueron denunciadas a favor del Rey de España, Carlos III en 1759, junto con otras que forman parte de los ahora municipios de Jalpa de Méndez y Nacajuca.
El 30 de enero de 1761, a Ignacio Isidro de Ávalos se le concede una Merced Real que le dio derecho a poseer legalmente las tierras denunciadas. A partir de este acontecimiento, fundó un rancho ganadero el cual estaba habitado por las familias Ávalos, Evia y Ramón (importantes familias de también linaje español, provenientes de la Península de Yucatán), el cual se desarrollaba dentro de las actividades del Partido de la Chontalpa en el estado de Tabasco.
Hasta hace dos tercios del siglo antepasado Macultepec perteneció, junto con otros pueblos aledaños, al Partido de la Chontalpa siendo su cabecera municipal Nacajuca, pero por petición de sus habitantes se decreta que pertenezcan al Partido del Centro siendo Villahermosa la cabecera municipal. Cabe mencionar que Macultepec ha sido escenario de algunos hechos históricos que se suscitaron en el Partido del Centro:
- El 9 de enero de 1864 la población de Macultepec se convirtió en centro de operaciones de las tropas republicanas, las cuales luchaban en contra de los intervencionistas, quienes habían tomado San Juan Bautista (actual Villahermosa) desde el 17 de junio de 1863.

- El 11 de enero de 1864 se reconcentraron en Macultepec las secciones "Hidalgo", "Juchitan" y "Castillo", que pertenecían a las fuerzas republicanas.

- El 15 de septiembre de 1906 se inauguró la línea telegráfica que unía a San Juan Bautista con Macultepec, la obra fue realizada por Agapito Jesús e hijos y Porfirio Evia y hermanos.

- El 28 de abril de 1930 el gobernador del Estado de Tabasco, Ausencio Conrrado Cruz, eleva a la categoría de Pueblo a la ranchería o vecindario de Macultepec.

- El 4 de mayo de 1931 el gobernador del Estado de Tabasco, Tomas Garrido Canabal, decide por decreto número 43 que los pueblos de Macultepec y Ocuiltzapotlan serían llamados en lo sucesivo Villa Unión, haciendo referencia a la unión de estos dos pueblos ya que solo eran divididos por un callejón.

- Poco después, pese a la inconformidad de los habitantes de Villa Unión (Macultepec-Ocuiltzapotlan), y por petición de los mismos la villa fue dividida nuevamente en los pueblos de Macultepec y Ocuiltzapotlan, teniendo cada uno su propia administración.

- En el año de 1979 y por decreto del Congreso del estado de Tabasco, el poblado de Macultepec fue nombrado Villa Macultepec, por el entonces presidente municipal C. Agustín Beltrán Bastar, categoría que mantiene en la actualidad.

Es así como desde su fundación hasta hoy han transcurrido 266 años en que Macultepec forma parte del devenir histórico del estado de Tabasco.

### Rivalidad con Villa Ocuiltzapotlán
Una sola calle es la que separa y une a Macultepec y Ocuiltzapotlán, dos de las más importantes villas del municipio de Centro, en donde el paso del tiempo les ha permitido compartir costumbres, tradiciones, necesidades y problemas, e incluso diferencias que hace varios años llegaron a considerarse rivalidades, hoy en día superadas. En Ocuiltzapotlán la calle Constitución en cierto punto se vuelve la calle Amado Nervo, de Macultepec.
Ocuiltzapotlán, considerado uno de los dos pueblos más longevos de Tabasco, se fundó con chontales provenientes del municipio de Nacajuca, su nombre está escrito en lengua chontal y significa "Tierra del Zapote". La historia de Macultepec nos narra que fue asentamiento de descendientes españoles, por lo cual en un tiempo no era difícil distinguir entre los habitantes de una y otra comunidad por su físico.
Sin embargo, de esta añeja rivalidad actualmente sólo se conserva el recuerdo, porque como coinciden algunos de sus habitantes en la actualidad no hay problemas entre las dos villas.
Situadas a 15 y 20 minutos, respectivamente, de la ciudad de Villahermosa, Ocuiltzapotlán y Macultepec comparten algo más que un espacio geográfico sobre la carretera Villahermosa-Frontera.
Actualmente muchos de los comercios y servicios se encuentran en la Villa Ocuitlzapotlán, lo cual sirven para beneficiar aproximadamente 50 mil habitantes que tienen entre las dos.

## Religión
El 80 por ciento de la población de Macultepec profesa la religión católica, y aunque existe respeto a la libertad de culto se venera a la Virgen del Carmen.

### Parroquia
Ni el accidente aéreo que destruyó la torre derecha de su iglesia en 1932, ni la persecución garridista, han mermado el entusiasmo de la población de Villa Macultepec al celebrar la feria a la Virgen del Carmen, que en el 2007 cumplió 50 años de su fundación como parroquia. Pero la historia de su veneración comenzó hace más de 100 años.

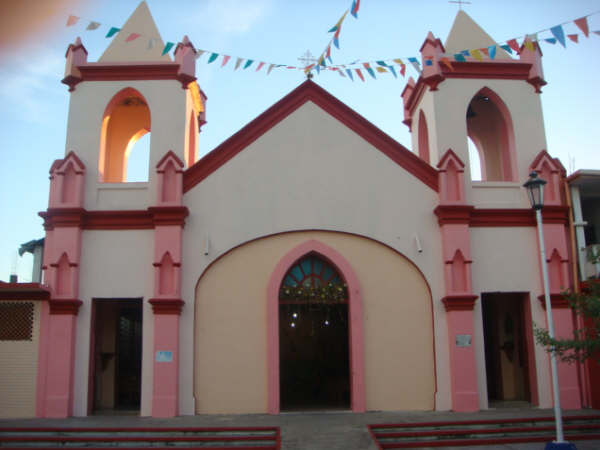
Antigua Parroquia de Nuestra Sra. del Carmen

La historia de la iglesia empieza en el año 1900, cuando la comunidad decidió construir una iglesia propia para no asistir a misa en comunidades cercanas. Escogieron a la Virgen del Carmen por ser la imagen que Toribio Ávalos y su esposa Tomasa Cruz donaron con emoción al nuevo proyecto. Cabe recalcar la contribución del sr. Agapito Jesús y el sr. Evia para la construcción de la parroquia. Aún se conserva la placa en la que se mencionan sus nombres.
El 16 de julio de 1902 se celebró la primera feria con toreadas, rosarios y música tradicional. La construcción siguió en proceso por varios años pero fue interrumpida durante la Revolución mexicana. Fueron años inestables económicamente para la población, por eso las ferias tuvieron que ser modestas. 
En la época garridista, la Iglesia estuvo a punto de ser demolida, pero la población intervino y lograron que los Camisas Rojas sólo destruyeran los altares, la iglesia se convirtió en la escuela elemental Benito Juárez García. Los sacerdotes del lugar tenían que vivir en el monte para no ser descubiertos, salían de improviso a dar misa en las casas de las personas muy religiosas y volvían a esconderse por el miedo a ser descubiertos o asesinados. Al terminar la persecución la población reconstruyó los altares.
El 2 de febrero de 1932, una avioneta que iba a Villahermosa proveniente de Minatitlán, Veracruz, se estrelló con la torre derecha del templo; en la avioneta venían tres personas que desafortunadamente murieron en el lugar. La torre derecha quedó completamente desecha y sólo fue reconstruida años después por el señor Felicito Colomé.
El año de 1957 llegó a vivir al lugar el primer párroco, de nombre Vicente Nolasco, que marcó el inicio de la construcción como parroquia, pues en los años anteriores los sacerdotes sólo iban cada determinado tiempo a celebrar misa.

### Destrucción de Las Torres de la Parroquia
La Parroquia de Nuestra Señora del Carmen de la Villa de Macultepec se salvó de la persecución religiosa durante el gobierno de Tomás Garrido Canabal al ser convertida en una escuela, sus torres cumplirían 100 años, sin embargo desde noviembre de 2009 comenzaron a ser demolidas esto como parte de una remodelación.

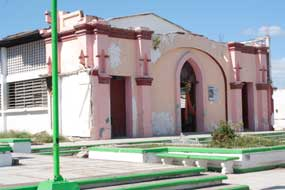
Torres destruidas por remodelación.

Dicho templo católico fue construido en el año de 1911 con cooperación de los señores Manuel Evia y Agapito Jesús, y fue 17 años más tarde que la campaña antirreligiosa de Tomas Garrido Canabal (llamado “Sagitario Rojo”) llegó a dicha comunidad, sin embargo el exgobernador sólo mandó a derribar el altar mayor y lo ocupó como centro escolar.
A partir de 1928 la parroquia se convirtió en la Escuela Elemental “Benito Juárez” en donde se enseñaba lo básico a los niños y jóvenes, además de que el inmueble se ocupó como taller de curtiduría y carpintería, y al terminar la persecución los mismos pobladores reconstruyeron el altar.
Debido a que el espacio ya era insuficiente para la gran cantidad de feligreses que acostumbran acudir a dicho recinto eclesiástico, se tomó la decisión entre pobladores y los encargados de la parroquia de hacer una remodelación, iniciando con la demolición de las torres que tenían una altura de casi 10 metros.

## Localización
Macultepec se localiza en la parte noroeste del municipio de Centro, a 20 km de la ciudad de Villahermosa por la carretera federal que une a esta con el puerto de Frontera. Está ubicada entre los paralelos 18°9′ de latitud norte y 92°52′ de longitud oeste. Colinda al norte con la ranchería El Espino, al sur con Villa Ocuiltzapotlán y la ranchería Paso Real de la Victoria, al este con Villa José G. Asmitia (Tamulte de Las Sabanas) y al oeste con la ranchería El Sandial.

## Orografía
Presenta el aspecto de una vasta planicie cortada a trechos por algunos lomeríos bajos, de naturaleza de color más o menos rojizo y bajos pantanosos, diseminados en superficie cubiertos por maleza y plantas acuáticas. Su altura es de 10 m s. n. m.

## Clima
El clima es cálido-húmedo con abundantes lluvias en verano.

## Actividades productivas
Sus actividades preponderantes son la ganadería, la agricultura y el comercio.
Macultepec cuenta con todos los servicios municipales, y comercios de todos los giros, incluyendo hotel, salones para fiestas, y restaurantes, así como muchos pequeños comercios que cubren las necesidades de sus habitantes.

## Cultura

### Fiestas populares
En el mes de julio se celebra la Feria Macultepec y el 16 de julio la Fiesta en honor a la Virgen del Carmen. 
A través del tiempo ha cambiado esta tradición en la que cada vez participan más personas, sin embargo se conservan las tradiciones con las que comenzó: inicia con las corridas de toros el 1 de julio y concluyen el 16 con la peregrinación de la imagen especial de la virgen a la que llaman “La Peregrina”.
La fiesta del mes de julio en la conocida parroquia de Nuestra Señora del Carmen, tiene actividades importantes, entre las que destacan...
1 de julio; Entronización de la imagen.
14 de julio; Enrama patronal.
15 de julio; víspera de la fiesta.
16 de julio; Gran fiesta Patronal.
A sí mismo la feria de Macultepec (organizada por la comunidad y la delegación municipal de la villa)  inicia el día 14 de julio con la elección de la "Flor Macultepec" donde varias señoritas de la villa se disputan el título y una es electa en el centro social, para dar a conocer las costumbres y tradiciones de este lugar.
Entre las actividades de dicha fiesta, destacan las corridas de toros, bailables, y por supuesto la feria, y concluye con el tradicional "paseo" el 18 de julio que es el recorrido por las calles principales de Macultepec, donde la gente disfruta de una convivencia familiar y amistosa, en la que propios y también visitantes conviven por las calles, al ritmo de la música de viento.
Es por eso que la fiesta del mes de julio, es una de las ferias más esperadas, no solo por los habitantes de la villa, si no por muchas personas de otras localidades que disfrutan de esta gran y trascendente tradición macultepecana.

## Educación

### Biblioteca pública Mario Jesús Evia
La Biblioteca Pública Municipal “Lic. Mario Jesús Evia” es una institución dinámica que abrió sus puertas en el año de 1984, con el fin de adquirir, organizar y difundir materiales bibliográficos, entre los usuarios de su comunidad sin importar raza, color, edad, nivel social, sexo, etc.
Objetivos principales:

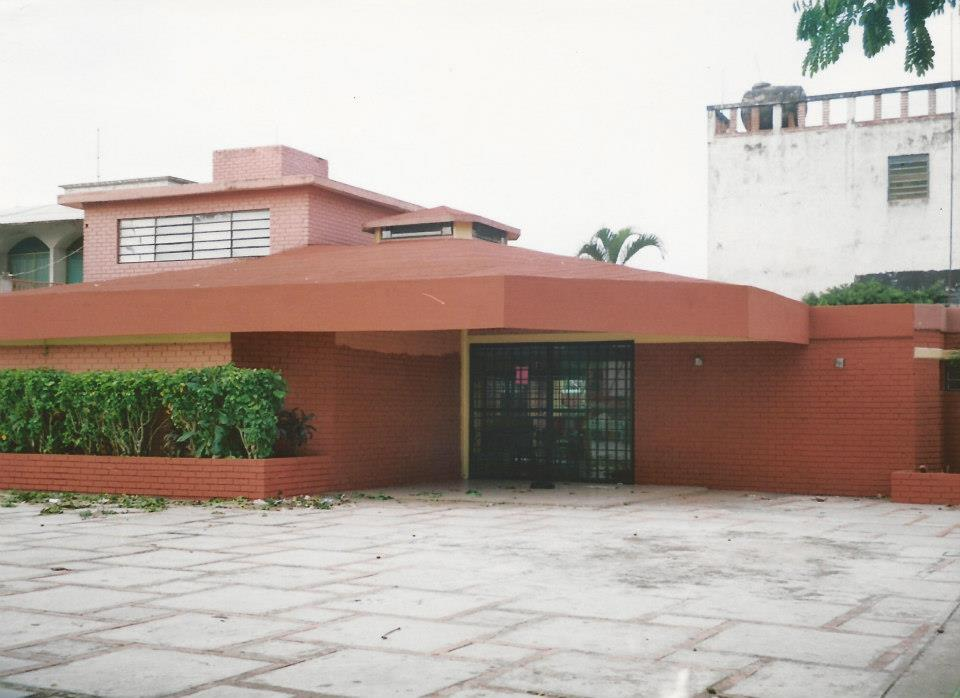
Biblioteca pública Mario Jesús Evia

- Apoyar con documentación actualizada y relevante los programas de estudios de las instituciones educativas en sus diferentes niveles.
- Facilitar los materiales bibliográficos a las personas, organismos e instituciones que lo requieran.
- Fomentar el hábito de la lectura.

Servicios que ofrece:
- Consulta e información en sala
- Consultas en internet “gratis”
- Préstamos de libros a domicilio
- Asesoría de tareas
- Conferencias
- Proyecciones audiovisuales
- Paquetería
- Visitas guiadas

## Infraestructura

### Urbanismo
El Ayuntamiento del Municipio de Centro está realizando una serie de proyectos para el desarrollo económico y social de Villa Macultepec:
- Fraccionamiento Tercer Milenio.- ubicado en el kilómetro 18+500 de la carretera Villahermosa-Cd. del Carmen, es un Conjunto Habitacional de mil 168 departamentos para los trabajadores sindicalizados y de confianza del Municipio de Centro.
- Tienda Comercial Soriana.- ubicada sobre el kilómetro 18+500 de la carretera Villahermosa-Cd. del Carmen y entre las calles Juan Rámon del Moral y Agapito Jesús.